# Ley Gullón

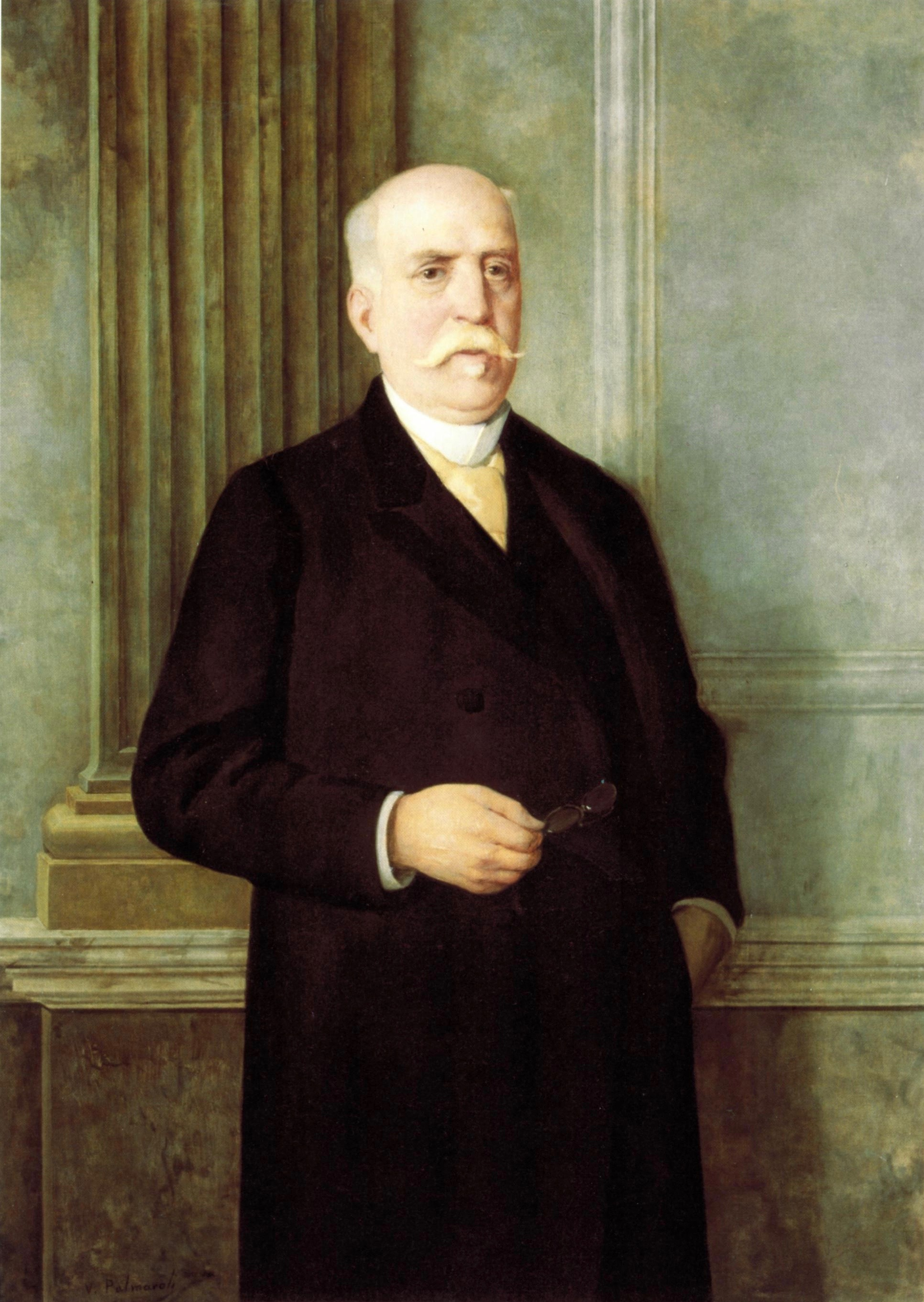
Pío Gullón Iglesias, promotor de la ley de prensa que lleva su nombre durante el tiempo que estuvo al frente del Ministerio de la Gobernación (enero-octubre de 1883).

La llamada Ley Gullón fue una ley española de prensa aprobada en julio de 1883, bajo el gobierno liberal de Práxedes Mateo Sagasta, y cuya denominación se debe al ministro de la Gobernación, Pío Gullón Iglesias, que la promovió. Sustituyó a la restrictiva Ley de Imprenta de 1879 aprobada durante el gobierno conservador de Antonio Cánovas del Castillo. Fue la ley que rigió la prensa durante el periodo de la Restauración, excepto durante la Dictadura de Primo de Rivera (1923-1930), y estuvo vigente hasta la franquista Ley Serrano Suñer de 1938. Sin embargo, algunos aspectos de la misma perduraron hasta la aprobación de la también franquista Ley de Prensa de 1966, también conocida como Ley Fraga. Fue modificada por la Ley de Jurisdicciones de 1906.

## Contenido
La Ley de Policía de Imprenta de 26 de julio de 1883 fue posiblemente el logro más importante del nuevo gobierno liberal formado por Sagasta en enero de 1883 y que estaría en el poder hasta octubre del mismo año. Su principal novedad fue que liberó a la prensa de cualquier legislación especial y la devolvió al terreno de la jurisdicción común, además de poner fin definitivamente a la censura previa. Se superaba así la restrictiva ley de prensa de 1879 ya que ponía fin al control y al intervencionismo en los periódicos por parte de los gobiernos. Otra novedad de la ley fue que daba garantías a las empresas periodísticas al hacer responsable legal del periódico al director y no al propietario. Esto propició que en numerosas ocasiones el director fuera un hombre de paja que en caso de presentarse alguna querella por lo publicado por el periódico era él el que tenía que hacerle frente ante los tribunales. Sería el caso, por ejemplo, del republicano Alejandro Lerroux, que durante los comienzos de su carrera periodística pasó por la cárcel al ser director ficticio de un diario. Por otro lado, la ley también daba facilidades para crear nuevos periódicos y precisaba (y garantizaba) el derecho de réplica.

## Valoración
Según el historiador Manuel Suárez Cortina, «la ley de imprenta [de 1883] configura un nuevo marco legal que vino a favorecer de un modo evidente el ejercicio legal de la libertad de expresión e información, representando, de este modo, un eslabón básico en la conformación del Estado Liberal, por más que habría de conocer restricciones y formulaciones diversas en las décadas siguientes, ante legislaciones restrictivas como la Ley de Jurisdicciones de 1906, que señalando un fuero especial para el ámbito castrense, limitaba la libertad de imprenta en los delitos de rebelión militar».
Celso Almiña Fernández, ha destacado «que sean los tribunales (jueces) los que tengan la última palabra, restándole protagonismo a la vía administrativa (gobierno de turno), se entiende sobre la prensa de correspondiente oposición. En resumen, pocas reglas, claras y dejar a las estancias judiciales la última palabra para garantizar cierta equidad en las reglas del juego».